# Tove Fergo
Tove Fergo (* 24. September 1946 in Kopenhagen; † 4. Oktober 2015) war eine dänische Pfarrerin und Politikerin der liberalen Venstre-Partei.
Fergo wurde als Tochter des Vertreters („Fuldmægtig“) Svend Ole Andersen und dessen Ehefrau Elly Tove Andersen geboren. Sie studierte Theologie an der Universität Kopenhagen. Dort schloss sie ihr Studium 1972 als „cand. theol.“ ab. Ab 1973 war sie Pfarrerin („Sognepræst“) an der Simon Peters Kirke auf der Insel Amager.
Ihre politische Karriere begann in der Kommunalpolitik. Von 1990 bis 1998 war sie Mitglied im Kopenhagener Stadtrat (Kopenhagener Bürgervertretung, „Københavns Borgerrepræsentation“). Von 21. September 1994 bis 8. Februar 2005 war sie für Venstre Mitglied des Folketing, dem dänischen Parlament. Bei der Folketingswahl 2005 wurde sie als Abgeordnete nicht wiedergewählt.
In der Regierung Anders Fogh Rasmussen I war sie unter Ministerpräsident Anders Fogh Rasmussen vom 27. November 2001 bis 18. Februar 2005 Ministerin für Kirchliche Angelegenheiten (Kirchenministerin).
Fergo war mit dem Theologen und Pfarrer Peter Fergo verheiratet. Sie war seit August 2015 krankheitsbedingt von ihren kirchlichen Dienstverpflichtungen entbunden; Anfang Oktober 2015 starb sie im Alter von 69 Jahren.